# Jenny Rosenthal Bramley
Jenny Rosenthal Bramley (Moscú, Rusia, 31 de julio de 1909 - Lancaster, Pensilvania, 26 de mayo de 1997) fue una física rusa. Es conocida por ser la primera mujer en obtener un doctorado en Física de una institución estadounidense, y fue la segunda mujer elegida como miembro del IEEE. Posee numerosas patentes sobre electroluminiscencia y electro-óptica y es citada por el IEEE como «prominente por su trabajo innovador en láseres».

## Biografía
Bramley nació en Moscú, Rusia, el 31 de julio de 1909 como Jenny Rosenthal. Sus padres eran lituanos, y ella y su familia abandonaron Rusia como parte de un intercambio de rehenes entre Lituania y la Unión Soviética. Asistió a la escuela secundaria en Berlín y obtuvo su licenciatura de la Universidad de París en 1926 a los 16 años.
Hablaba inglés, ruso, francés y alemán y usó sus habilidades de traducción muchas veces en reuniones profesionales y en la traducción de artículos técnicos.
Recibió su maestría en 1927 y su doctorado en 1929 a la edad de 19 años de la Universidad de Nueva York. Los funcionarios universitarios de mencionada universidad declararon que Bramley es la primera mujer en recibir un doctorado en Física de una institución estadounidense.
Bramley conoció a su esposo, Arthur Bramley, mientras trabajaba como física en el Laboratorio de Ingeniería del Cuerpo de Señales del Ejército de los Estados Unidos en Belmar, Nueva Jersey. Falleció el 26 de mayo de 1997 a los 87 años en Lancaster, Pensilvania. 

## Trayectoria
Después de graduarse de la Universidad de Nueva York, Bramley investigó en la Universidad Johns Hopkins y en la Universidad de Míchigan antes de enseñar en el Brooklyn College y en la Universidad de Nueva York.
Junto con Gregory Breit, Bramley fue la primero en calcular el efecto de la carga nuclear extendida en la transición hiperfina y el cambio isotópico, un efecto que se conoce como la corrección de Breit-Rosenthal. Contribuyó a una serie de otros campos que incluyen la aplicación de electroluminiscencia a las pantallas de estado sólido y dispositivos de almacenamiento y al desarrollo de láseres de alta eficiencia.  Bramley también inventó técnicas de codificación y métodos de decodificación de información pictórica, que luego se usaron en estudios clasificados.
Durante la Segunda Guerra Mundial, Bramley realizó una investigación secreta que no pudo publicar en aquella época. En la década de 1950, trabajó en la Universidad de Monmouth, donde se desempeñó como jefa del departamento de Matemáticas.

## Premios y honores
- Beca de investigación Sarah Berliner de la Asociación Estadounidense de Mujeres Universitarias
- Beca de la American Physical Society
- Miembro del Instituto de Ingenieros Eléctricos y Electrónicos
- Premio Wise Lifetime Achievement 1985 por ser «la científica más destacada en el gobierno federal» del Comité Interinstitucional sobre la Mujer en la Ciencia y la Ingeniería[3]
- Miembro de la Academia de Ciencias de Washington